# Manettia alba
Manettia alba é uma espécie de dicotiledónea pertencente à família Rubiaceae, descrita em 1919.